# NGC 4349
NGC 4349 est un amas ouvert situé dans la constellation de la Croix du Sud. Il a été découvert par l'astronome écossais James Dunlop en 1834.
Selon la classification des amas ouverts de Robert Trumpler, cet amas renferme entre 50 et 100 étoiles (lettre m) dont la concentration est forte (I) et dont les magnitudes se répartissent sur un intervalle moyen (le chiffre 2). Le catalogue Lynga indique que la concentration des étoiles est moyenne (II) et il ajoute :b pour indiquer un double amas.

## Observation
Avec une magnitude visuelle de 7,4, on peut observer l'amas avec de petites jumelles.

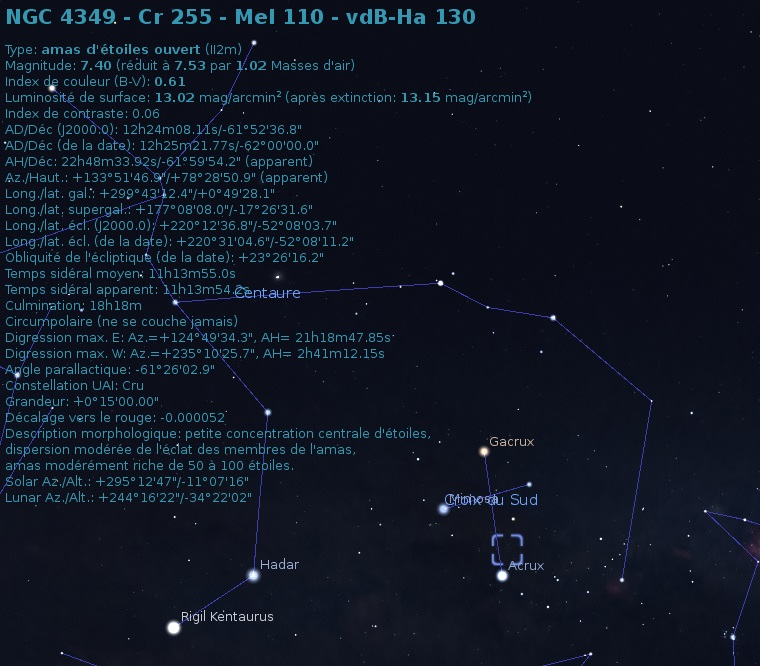
Localisation de NGC 4349 dans la constellation de la Croix du Sud. (Stellarium)

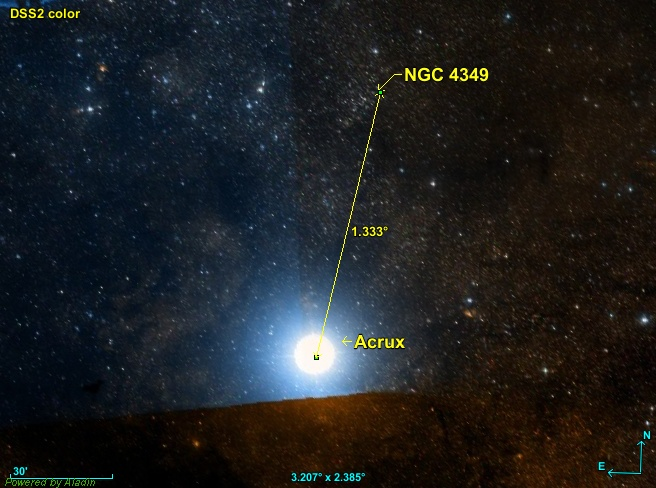
Position de NGC 4349 par rapport à une étoile.

NGC 4349 est situé à environ 1,3 degrés au sud-est d'Acrux Alpha Crucis.

## Caractéristiques

### Distance
La base de données Simbad indique cinq valeurs de la parallaxe de l'amas mesurée par le satellite Gaia et provenant de récentes publications (2018 à 2021), soit 0,525 ± 0,020 0 mas, 0,491 ± 0,039 0 mas, 0,490 ± 0,036 mas, 0,490 ± 0,003 mas et 0,490 ± 0,036 mas. La moyenne de ces cinq valeurs et de leurs incertitudes sont 0,497 2 ± 0,026 8 mas ce qui correspond à une distance de 2 011+115
−103 al.

### Taille
Selon les sources, la taille de l'amas est comprise entre 4,0′, et 9,0'. En utilisant les plus grandes valeurs de la dimension apparente et de la distance, on obtient la taille maximale de l'amas, soit 25,51 al. De même, pour calculer la taille minimale de l'amas, il faut utiliser les plus petites valeurs de la dimension apparente et de la distanc. On obtient une valeur de 10,51 al. De ces deux valeurs, on déduit que la taille de l'amas est égale à 18,0 ± 7,5 km/s.

### Vitesse
La base de données Simbad indique cinq valeurs de la vitesse radiale l'amas: −11,94 ± 0,09 km/s, −15,00 ± 3,01 km/s, −11,773 ± 0,416 km/s, −11,46 ± 0,21 km/s et −13,50 ± 2,3 km/s. La moyenne et l'écart-type ces valeurs sont de −12,73 ± 1,49 km/s alors que la moyenne de leur incertitude est de 1,21 km/s.

### Mouvement propre
Simbad indique sept couples de valeurs pour le mouvement propre de l'amas, dont cinq provenant d'articles publiés entre 2018 et 2021 sont très semblables. Les deux autres provenant d'articles publiés en 2014 et 2018 sont totalement différents. Les valeurs de ces cinq couples en ascension droite et en déclinaison sont :
- −7,865 ± 0,135 mas/an et −0,247 ± 0,110 mas/an[9]
- −7,825 ± 0,154 mas/an et −0,298 ± 0,136 mas/an[10]
- −7,827 ± 0,159 mas/an et −0,296 ± 0,119 mas/an[11]
- −7,827 ± 0,011 mas/an et −0,296 ± 0,010 mas/an[7]
- −7,827 ± 0,159 mas/an et −0,296 ± 0,119 mas/an[12]

Le mouvement propre moyen obtenu de ces cinq valeurs en ascension droite et en déclinaison, ainsi que de leurs incertitudes est égal à −7,834 ± 0,124 mas/an et −0,287 ± 0,099 mas/an.
Les deux autres couples sont passablement différents et imprécis. Ils proviennent d'articles moins récents (2014 et 2017). Ces deux couples sont :
- −1,90 ± 4,73 mas/an et −0,160 ± 4,380 mas/an[17]
- −12,378 ± 1,414 mas/an et −4,928 ± 1,608 mas/an[14]

### Métallicité
Simbad indique quatre valeurs de la métallicité : -0,090, -0,034, -0,07 et -0,07. Selon ces valeurs, le pourcentage d'éléments lourds (plus lourd que l'hydrogène et l'hélium) de cet amas est compris entre 81% (10-0,090) et 92% (10-0,034) de celui du Soleil.

### Âge
Webda et Lynga indiquent un âge de 207 millions d'années (log10=8,35, soit 108,35).

## Étoiles
Simbad montre aussi un bouton nommé Children. En cliquant sur ce bouton, on atteint une section de cette base de données qui renferme un tableau contenant 343 entrées pour NGC 4349. Cependant, des étoiles (les Children) peuvent apparaître plusieurs fois dans la deuxième colonne du tableau, d'où le nombre de liens bibliographiques qui est supérieure au nombre d'étoiles. La quatrième colonne de ce tableau indique la probabilité que l'étoile appartienne à l'amas. En cliquant sur le titre de cette colonne, on peut classer la probabilité par ordre croissant ou décroissant. En cliquant sur la désignation de l'étoile, on atteint la page de Simbad qui résume ses propriétés.